# عبد المجيد راجخان
عبد المجيد زين محمد عمر راجخان لاعب كرة قدم سعودي ولد في جدة سنة 1357 هـ لعب وبرز في نادي الاتحاد السعودي في خانة الجناح اليمين 